# Todd Giebenhain
Todd Giebenhain est un acteur américain né le 27 novembre 1974 aux États-Unis. 
Il a tenu le rôle de Ritchie dans Malcolm.

## Filmographie

### Cinéma
- 1999 : Galaxy Quest : Teen in the Bathroom #2
- 2000 : This Guy Is Falling : Warren
- 2001 : Going Greek : Russ
- 2002 : Slackers de Dewey Nicks (en) : Stoned Test Taker
- 2003 : Hang Time : Randall
- 2003 : Amours troubles (Gigli) : High School Kid #1
- 2004 : Fish Burglars : Nicholas
- 2004 : The Arsonist : George
- 2012 : Wrong : le livreur de pizza
- 2025 : Souviens-toi… l'été dernier (I Know What You Did Last Summer) de Jennifer Kaytin Robinson : Jason

### Télévision
- 2000 : Malcolm : Richie
- 2007 : Les 4400 : Curtis Peck (Saison 4 épisode 6)
- 2008 : Dexter : Saison 3 épisode 2 : "A la recherche de Freebo"
- 2008 : Earl : Saison 4 épisode 17 : "La liste de Randy"
- 2009 : Esprits Criminels : Saison 5 épisode 6 : "Le miroir de l'âme"
- 2009 : CSI: Les experts : Saison 9 épisode 9: "Un chapitre se ferme..."
- 2010 : Raising Hope (TV) : Frank
- 2012 : True Blood (TV) : Clerk (Saison 5, Episode 2)
- 2014 : True Detective : Saison 1 épisode 4 : Tyro, un ami de Reggie Ledoux
- 2015 : Stalker : Saison 1 épisode 13
- 2016 : Grace et Frankie : Saison 2, épisode 2 : Jerry
- 2016 : Bones : Saison 11, épisode 22 : Graham Redding
- 2017 : NCIS : Enquêtes spéciales : Saison 15 épisode 2 : Léo
- 2019 :  The Big Bang Theory  : Saison 12 Épisode 22 : Mitch